# Elatostema rugosum
Elatostema rugosum är en nässelväxtart som beskrevs av Allan Cunningham. Elatostema rugosum ingår i släktet Elatostema och familjen nässelväxter. Inga underarter finns listade i Catalogue of Life.